# Lawrence Hugh Aller
Lawrence Hugh Aller (24 de septiembre de 1913 - 16 de marzo de 2003) fue un astrónomo estadounidense. Ganó el premio Henry Norris Russell Lectureship en 1992.

## Vida

### Años formativos
Nació en Tacoma, Washington. Su interés en la astronomía comenzó a una temprana edad. Durante su segundo año en la escuela preparatoria pidió un libro de astronomía, escrito, entre otros, por Henry Norris Russell. Años después el propio Russell le pidió a Aller que escribiera libros sobre astronomía, libros que en parte le ayudaron a ganar el premio Henry Norris Russell Lectureship. Al terminar ese año académico, su padre lo retiró de la escuela, para que le ayudase a trabajar en un campo minero, extrayendo oro en California. Estuvo en ese trabajo dos años y medio, y debido a esto Aller nunca terminó sus estudios preparatorios.
Aller, aún con un vivo interés en la astronomía, se unió a la Sociedad Astronómica del Pacífico. En este ambiente comenzó a relacionarse epistolarmente con varios astrónomos aficionados y profesionales, entre los que se encontraba Donald H. Menzel. Gracias a su correspondencia, Menzel lo invitó a tomar los exámenes finales del curso Astronomía I, que él dictaba en la Universidad de California, en Berkeley. Aller obtuvo excelentes resultados y, gracias a esto, Menzel logró que Allen fuese admitido como un estudiante especial en dicha universidad, aunque no cumpliera con los requisitos académicos. 
Aller obtuvo su grado de Bachiller en 1936, y en 1937 comenzó a asistir a la Harvard para sus estudios de postgrado. Allí obtuvo su Master en 1938 y su Doctorado en 1943.

### Trabajo académico
De 1943 hasta 1945 trabajó en el Proyecto Manhattan en el laboratorio de Radiaciones de la Universidad de California. Trabajó como Profesor asistente en la Universidad de Indiana desde 1945 hasta 1948. Durante este periodo, escribió los primeros borradores de los libros The Atmospheres of the Sun and the Stars (Las atmósferas del Sol y las estrellas) y Nuclear Transformations, Stellar Interiors, and Nebulae (Transformaciones nucleares, Interiores estelares y nebulares), a sugerencia de Henry N. Russell.
Entre 1948 y 1962 trabajó como Profesor asociado y Profesor en la Universidad de Míchigan. Se trasladó a la Universidad de California, Los Ángeles en 1962, para ayudar a construir el departamento de astronomía de la universidad. Fue jefe del departamento desde 1963 hasta 1968.
Su trabajo se centró en la composición química de las estrellas y nebulosas.- Fue de los primeros astrónomos en sugerir que algunas diferencias espectrales en estrellas y nebulosas eran causadas por diferencias químicas en su composición. Escribió varios libros, incluyendo Atoms, Stars, and Nebulae, (Átomos, estrellas y nebulosas). Además publicó 346 artículos científicos entre 1935 y 2004.

## Otras publicaciones
- 1944. Átomos, estrellas y nebulosas. Buenos Aires : Ed. Pleamar

## Premios y honores
Fue elegido parte de la Academia Estadounidense de las Artes y las Ciencias en 1961, y de la Academia Nacional de Ciencias de Estados Unidos en 1962. Fue premiado con el premio Henry Norris Russell Lectureship en 1992.